# Tellermine 43
Tellermine 43 var en cirkelformet, stålindfattet, tysk panserværnsmine, som blev brugt under 2. Verdenskrig. Den var en forenklet udgave af Tellermine 42, så den lettere kunne massefremstilles. Mellem marts 1943 og krigens slutning blev der fremstillet mere end 3,6 mio. af denne type i Tyskland. Der blev fremstillet kopier af denne type i Danmark (M/47), Frankrig (Model 1948) og Jugoslavien (TMM-1). Minen findes i Ægypten og Libyen. 

## Beskrivelse
Minen er rund og i midten er der en stor flad trykplade. Et rektangulært håndtag er fæstnet til den ene side af minen. Trykpladen sidder over en udløser, som kan være enten en T.Mi.Z.42 nåle udløser eller en T.Mi.Z.43 kugle udløser. I bunden af udløseren sidder en PETN booster ladning omgivet af trotyl formet som en badering. Minen udløses ved tryk på trykpladen, men også hvis trykpladen løftes. Minen kan også bruges med en vippeudløser monteret i en udløserbrønd på siden. 

## Specifikationer
- Højde: 102 mm
- Diameter: 318 mm
- Vægt: 8,1 kg
- Indhold af eksplosiver: 5,5 kg TNT (somme tider Amatol)
- Udløservægt: 100 til 180 kg